# 永清堡遗址
永清堡遗址，位于中国甘肃省清水县，为一个省级文物保护单位，类型为古遗址。
永清堡遗址的历史年代为新石器时代至青铜器时代。